# António Horta-Osório
Pour les articles homonymes, voir Horta.
António Mota de Sousa Horta Osório ou plus simplement António Horta-Osório (né le 28 janvier 1964 à Lisbonne, Portugal) est un économiste et banquier portugais.
Il est président du conseil d'administration de Crédit Suisse jusqu'à sa démission en janvier 2022.

## Situation personnelle

### Origines familiales
António Mota de Sousa Horta-Osório est né le 28 janvier 1964 à Lisbonne. Il est le fils aîné d'António Lino de Sousa Horta Osório, avocat et champion national de tennis de table, et de Adélia Maria Mendonça Mota. 
Son grand-père paternel est António de Sousa Horta Sarmento Osório, un avocat, économiste et homme politique, et son grand-père maternel est Carlos Cecílio Nunes Góis Mota, 29e président du Sporting Clube de Portugal.
Il a deux sœurs et un frère : Sofia Maria de Mendonça de Sousa Horta Osório (Lisbonne, 23 mai 1975), Inês Maria de Mendonça de Sousa Horta Osório (Lisbonne, 25 septembre 1976) et Carlos Eduardo Mota de Sousa Horta Osório (Lisbonne, 5 mars 1978).

### Formation
Diplômé de l'université catholique portugaise en 1987 à Lisbonne dans le domaine de la gestion et administration des affaires, António Horta-Osório a ensuite obtenu un MBA à l'Institut européen d'administration des affaires (INSEAD) en 1991, où il a reçu le prix Henry Ford II du meilleur étudiant de cette année,.  
En 2003, il a suivi le Advanced Management Program (AMP) de Harvard Business School. 

### Vie privée
Il s'est marié le 20 décembre 1987 à Sintra avec Ana Cristina Solano Polena da Costa Pinto, pharmacienne de profession. Ils ont eu trois enfants : Maria Sofia da Costa Pinto Horta Osório (New York, 20 septembre 1991), Margarida da Costa Pinto Horta Osório (Lisbonne, 15 septembre 1995) et Pedro da Costa Pinto Horta Osório (São Paulo, 28 octobre 1998).
Il est un plongeur passionné, et aime jouer au tennis et aux échecs.
Il est également un important collectionneur d'art portugais, en particulier d'œuvres d'art réalisées sous le patronage portugais en Asie maritime (Chine, Japon et Inde) du XVIe au XVIIIe siècle.

## Carrière professionnelle

### Débuts
En 1987, Horta-Osório a rejoint Citibank au Portugal, où il est devenu vice-président et responsable des marchés financiers jusqu'en 1990. De 1991 à 1993, il a rejoint Goldman Sachs, travaillant dans leur division de finance d'entreprise, à New York et Londres. En 1993, il a été recruté par la banque espagnole Banco Santander, pour diriger les activités de celle-ci au Portugal et créer Banco Santander de Negócios au Portugal (BSNP), il en devient le président-directeur général. Il s'occupe dès 1997 de l'expansion de celle-ci au Brésil en fondant le Banco Santander Brasil, dont il sera également le PDG de 1997 à 2000. Il est également devenu vice-président exécutif de Banco Santander en Espagne et membre de son comité de direction. 
Parallèlement, il a enseigné à l'université catholique portugaise, où il a été professeur adjoint et professeur invité de 1992 à 1996. 
Après le rachat en 2004 de la banque britannique Abbey National par Santander, il en prend la direction en 2006 et crée Santander UK en 2010.

### Lloyds Banking Group
António Horta-Osório a été nommé administrateur non-exécutif de la Cour de la Banque d'Angleterre en juin 2009, abandonnant ce poste en février 2011 car il accepte une offre du Lloyds Banking Group, partiellement nationalisé en 2008, à la suite de difficultés financières, et en devient, en mars 2011 le président-directeur général. 
En novembre 2011, il a pris un congé temporaire pour épuisement, que le Evening Standard a qualifié de congé de maladie le plus médiatisé de la ville. Le mois suivant, il a annoncé qu'il était prêt à reprendre le travail. En janvier 2012, il a cité l'impact de son congé sur l'entreprise comme raison pour laquelle il ne souhaitait pas recevoir de prime pour 2011, et a déclaré : "En tant que directeur général, je pense que mon droit à une prime devrait refléter la performance du groupe".
En 2014, il parvient à redresser l'institution financière britannique et peut annoncer un petit bénéfice net, le premier réalisé depuis cinq ans, ainsi qu'un versement de dividendes aux actionnaires.
En 2017, le bénéfice statutaire de la Lloyds a augmenté de 24% pour atteindre 5,3 milliards de livres sterling. La société a versé le dividende le plus important de son histoire (2,3 milliards de livres sterling).

### Crédit Suisse
Le 30 avril 2021, António Horta-Osório est élu président du conseil d'administration de Crédit Suisse. Il a pour mission d'améliorer la situation financière de la banque après que celle-ci a encaissé des pertes énormes en raison de l’implosion du hedge fund Archegos et de la faillite de la société Greensill Capital.
Il démissionne le 17 janvier 2022 après avoir enfreint les règles de quarantaine contre le COVID-19.

### Autres activités
António Horta-Osório est actuellement administrateur non-exécutif de Exor (une société d’investissement contrôlée par la famille Agnelli), de la Fondation Champalimaud (fondation privée de recherche biomédicale) et de la société Francisco Manual dos Santos BV au Portugal. Il est également membre du conseil d'administration de Stichting INPAR, du comité de direction de la Confederation of British Industry (CBI) et est président de la Wallace Collection (le plus grand legs privé à la nation britannique).

## Distinctions
- Commandeur de l'ordre du Mérite du Portugal